# Biserica de lemn din Bicazu Ardelean

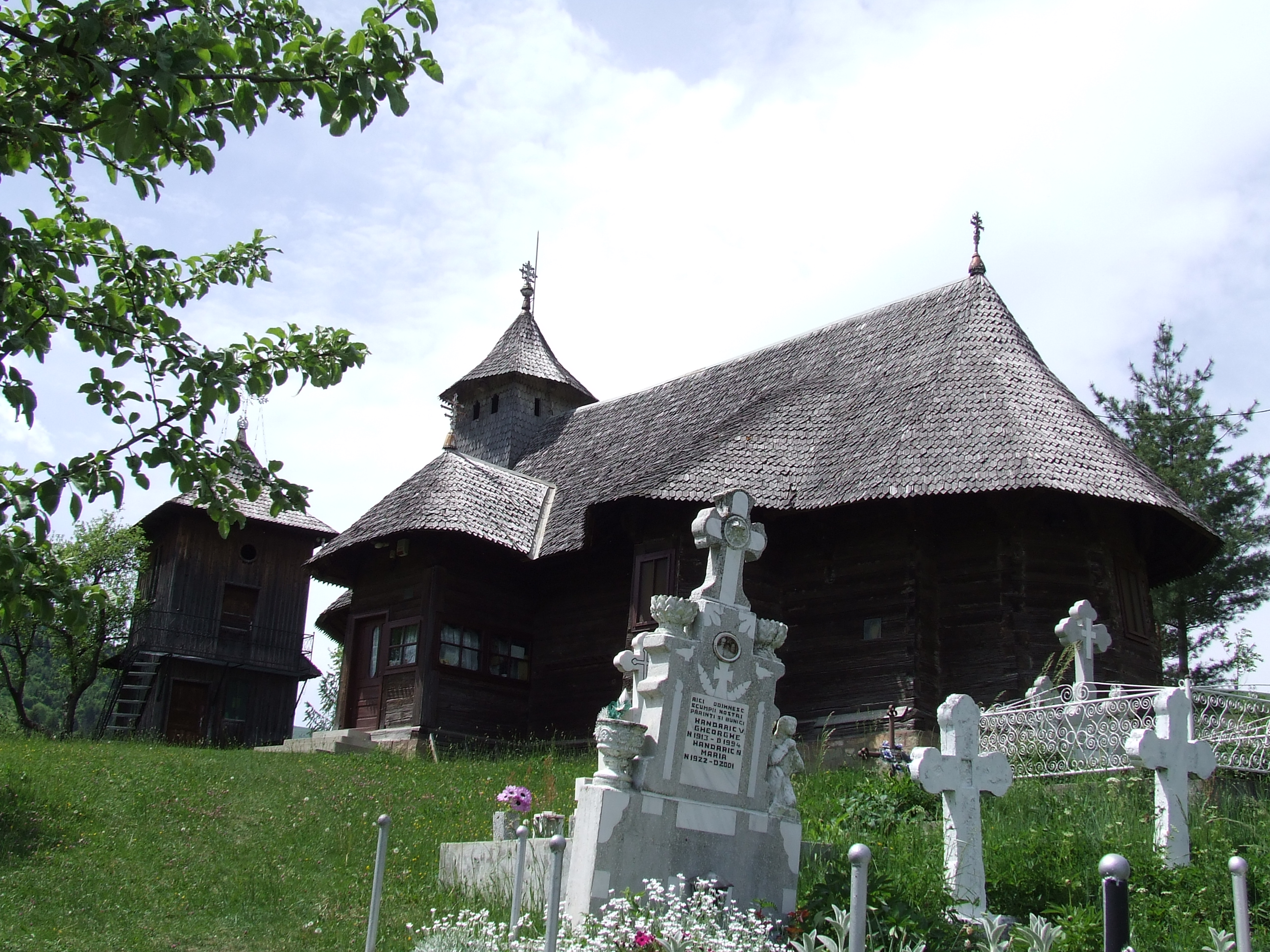
Biserica de lemn de la Bicazu Ardelean, 2009

Biserica de lemn cu hramul „Sfântul Dumitru” din Bicazu Ardelean, județul Neamț.  
Se află pe noua listă a monumentelor istorice sub codul LMI:  NT-II-m-A-10590. 
Învățătorul Augustin Barna (1929-1989) a conchis pe baza „unui act existent la Biblioteca Națională din Viena – Austria” că biserica a fost edificată în anul 1692. 
În hărțile ridicărilor topografice austriece din anii 1769-1773 și 1788-1790 lăcașul de cult nu apare reprezentat, astfel că datarea nu poate fi făcută înainte de anul 1790.  
Cea mai credibilă ipoteză în privința zidirii este informația cuprinsă în Șemantismul Bisericii Greco-Catolice din anul 1900 că lăcașul de cult a fost construit în anul 1795
Așa cum apare în lista monumentelor istorice naționale și cum este sculptat pe o bârnă din exterior, forma actuală a bisericii datează din   anul   1829, când   a   suferit   modificări   structurale,   fiind   înălțată,   lărgită   prin construcția pronaosului lateral și ulterior pictată.

## Imagini

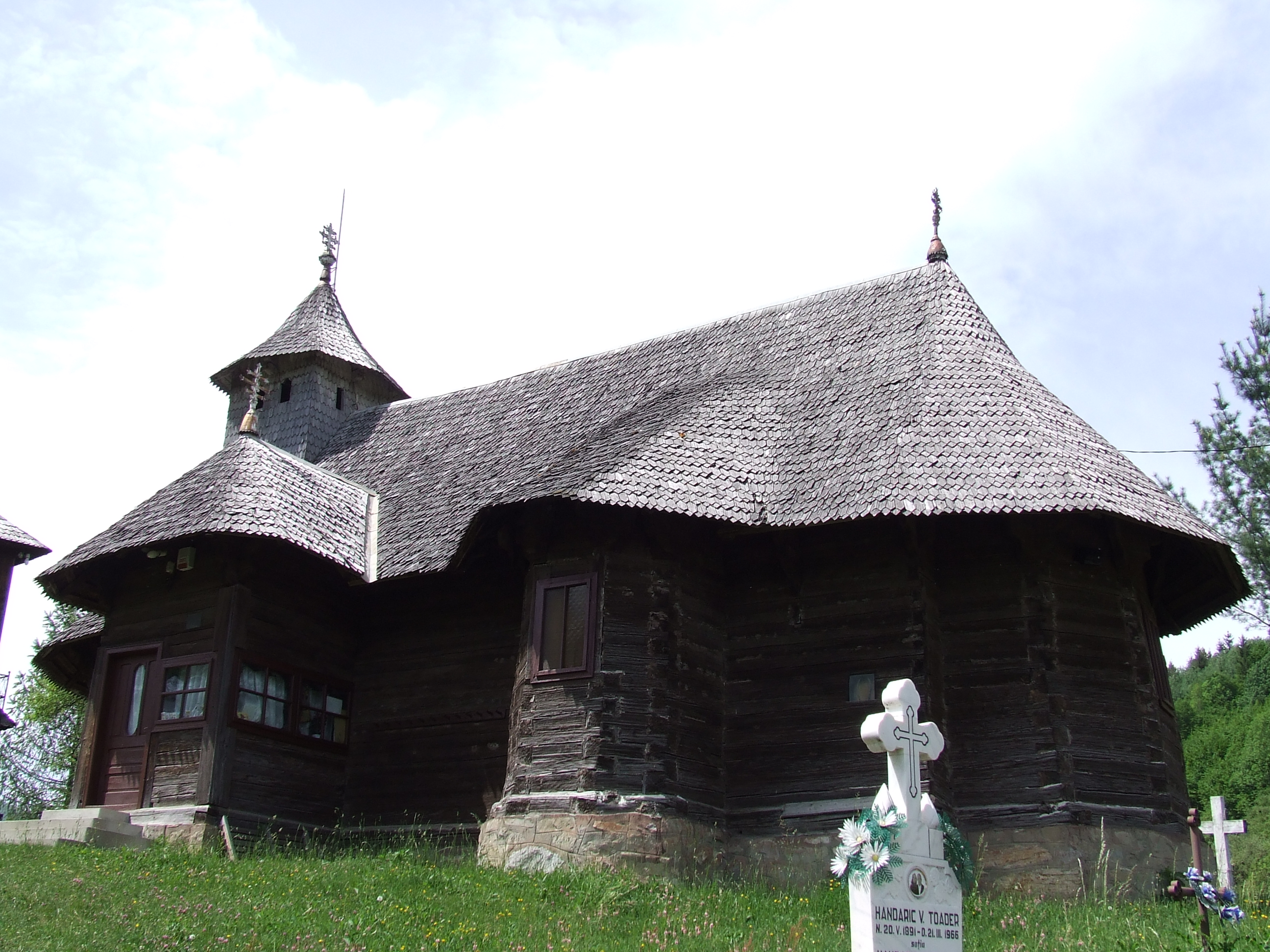
Biserica
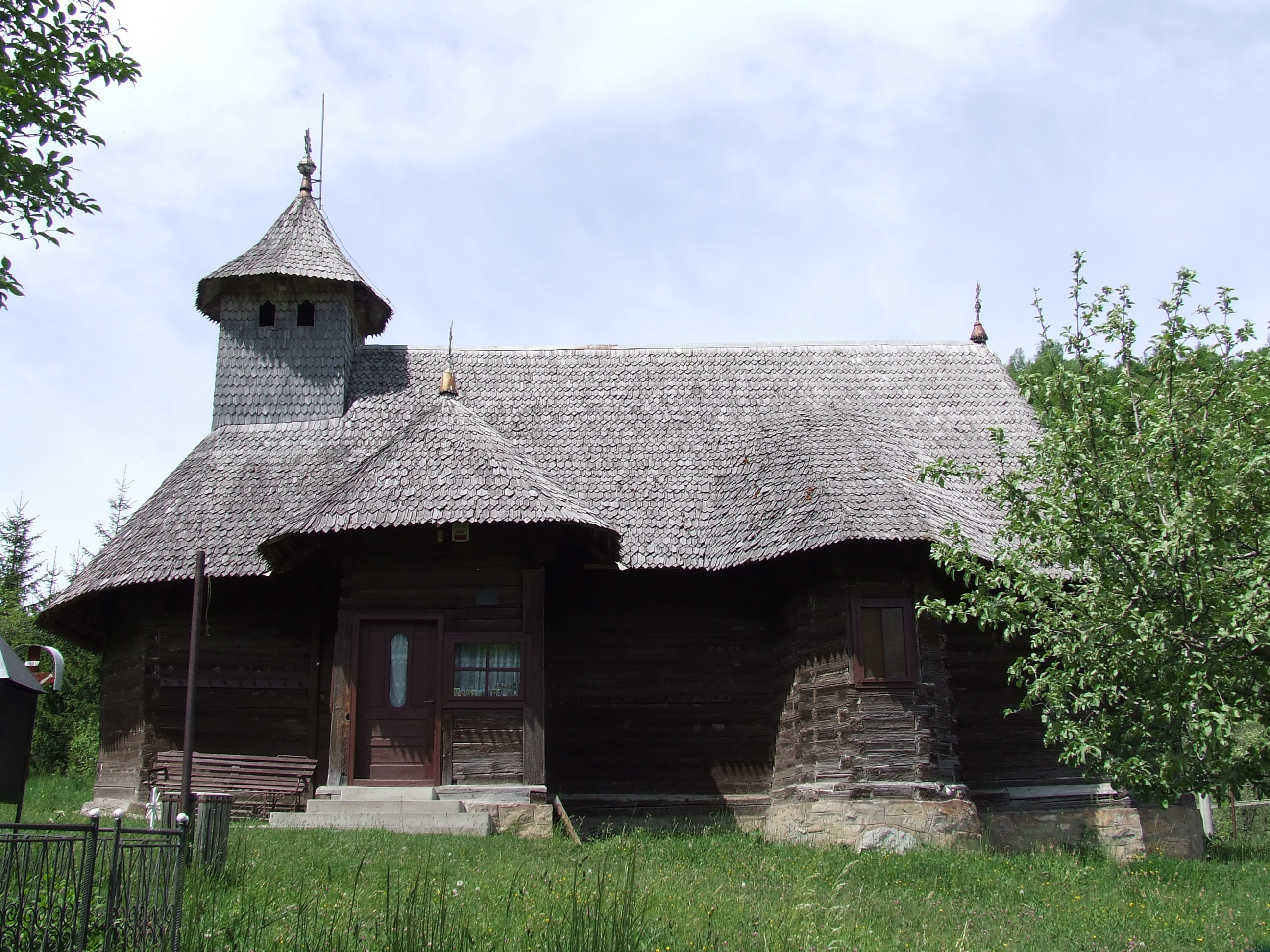
Vedere laterală
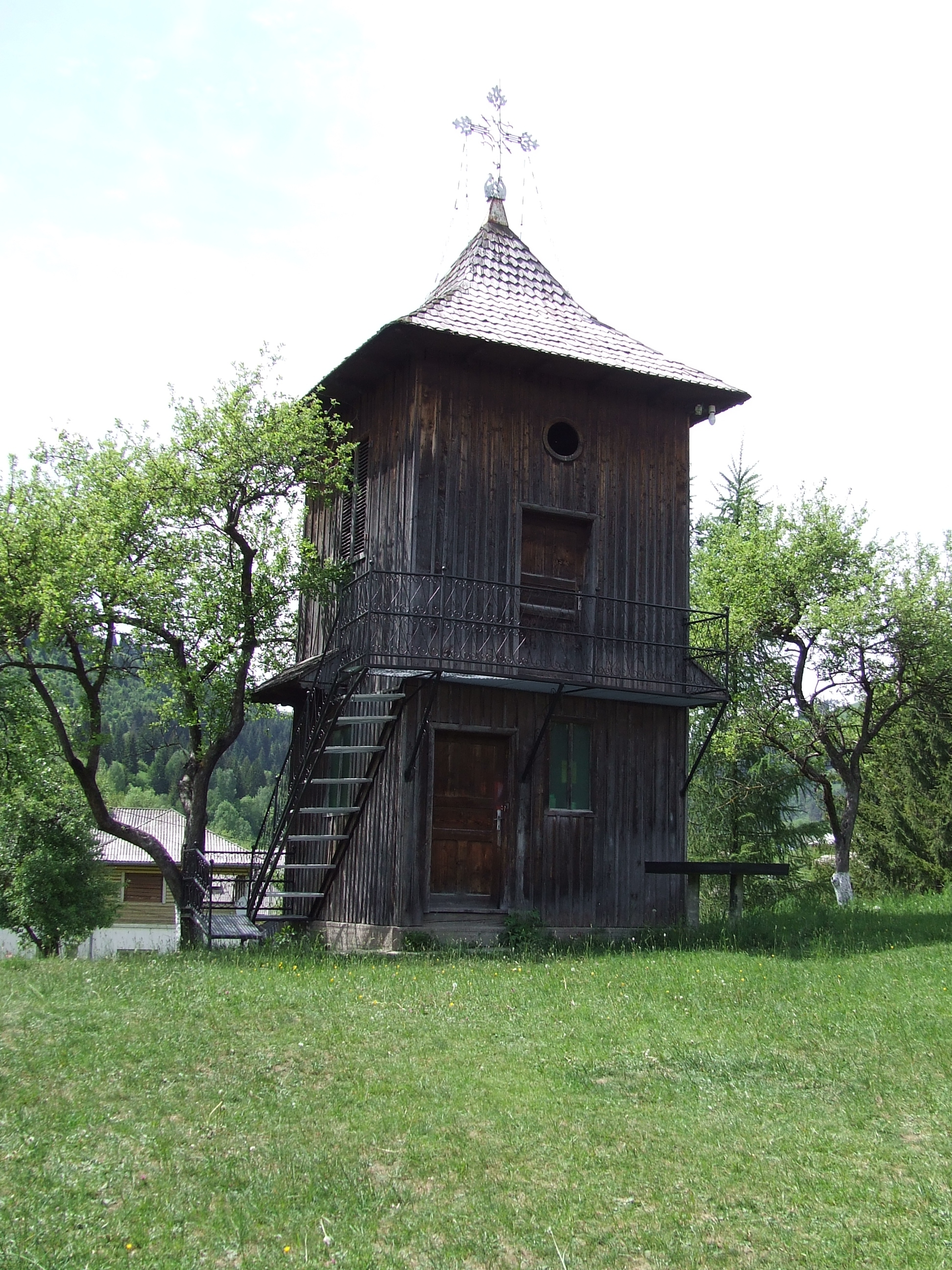
Clopotnița
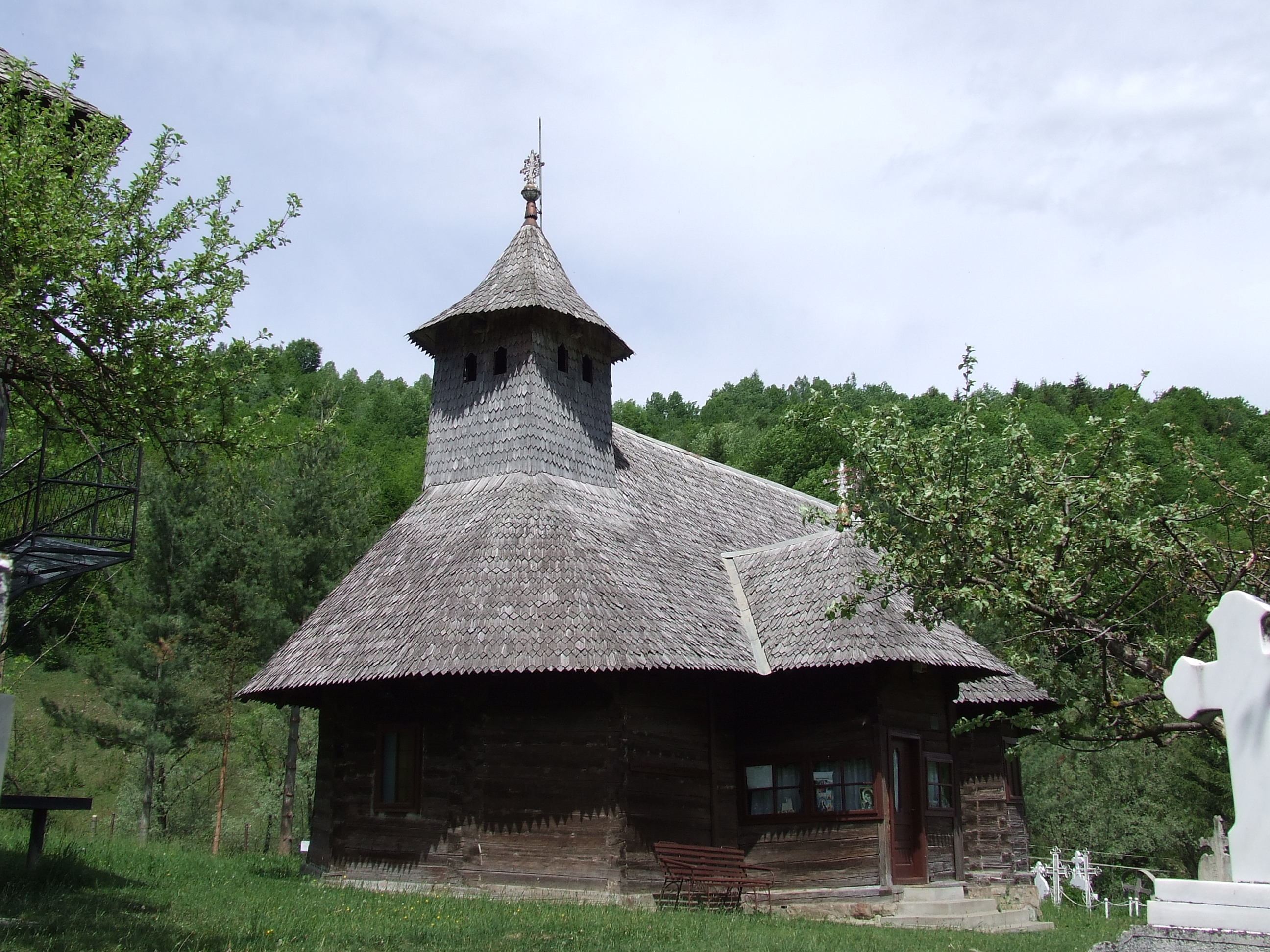
Vedere din sud-vest
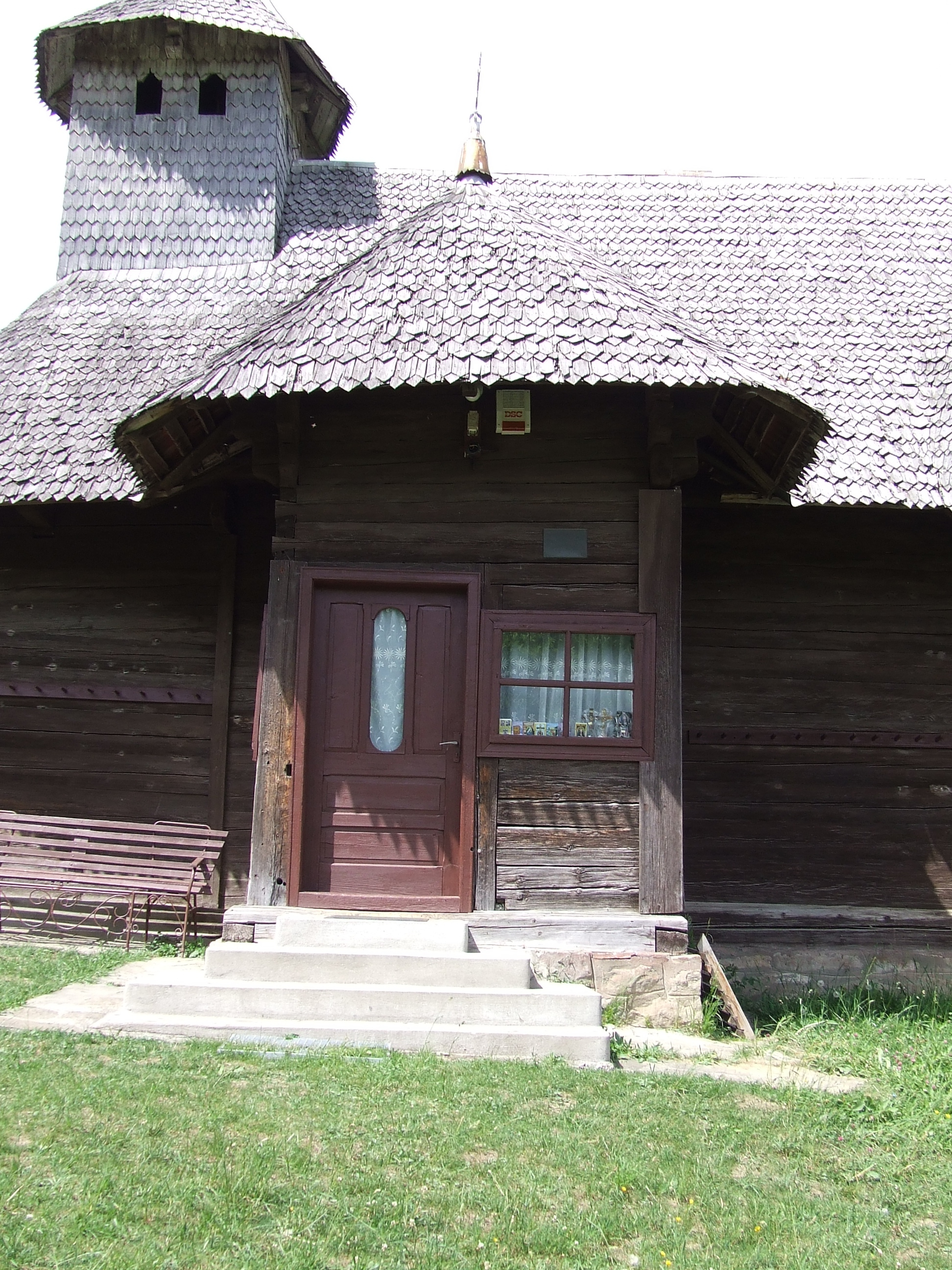
Intrarea în biserică
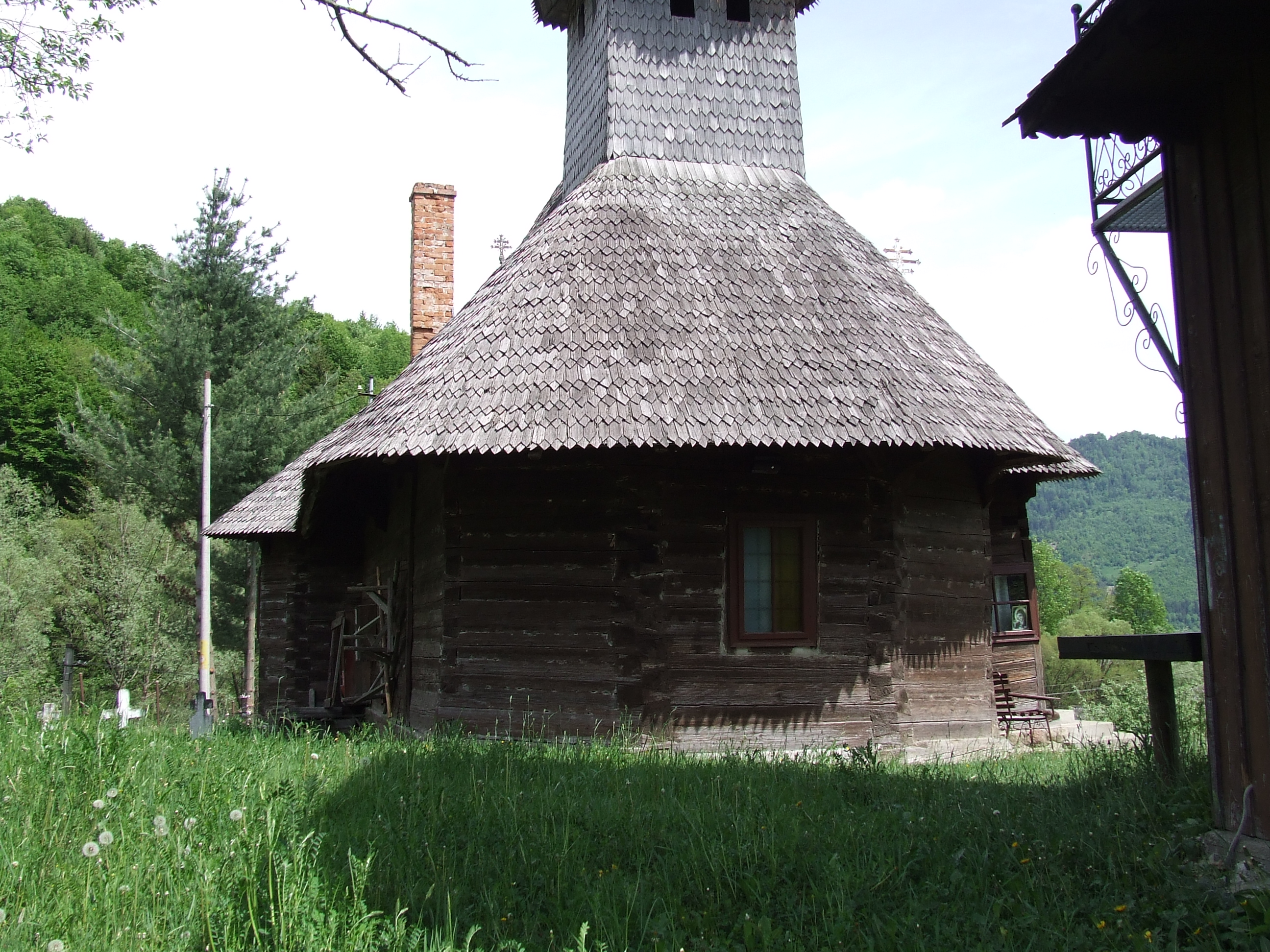
Butea bisericii văzută din vest
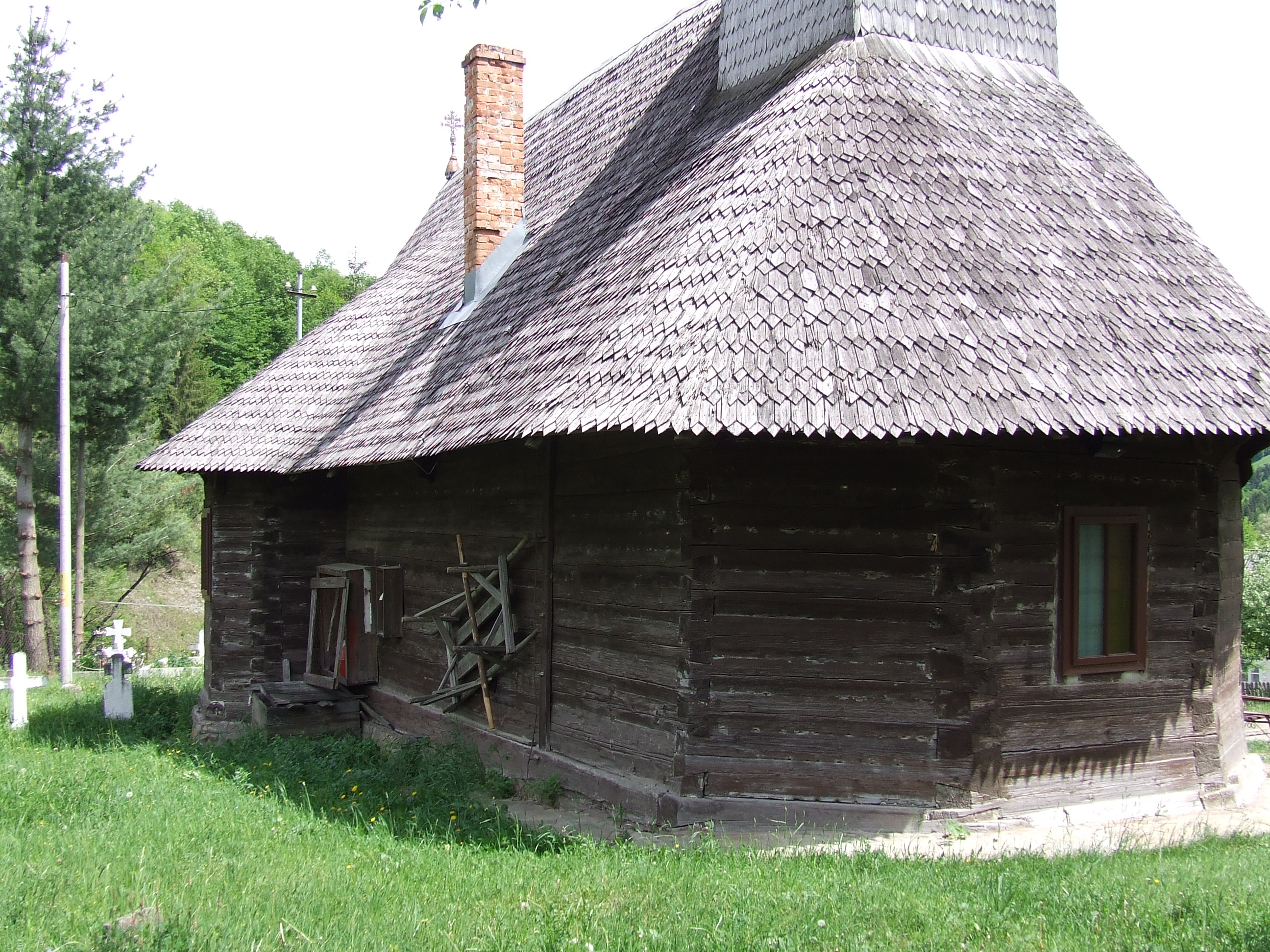
Peretele de nord a bisericii
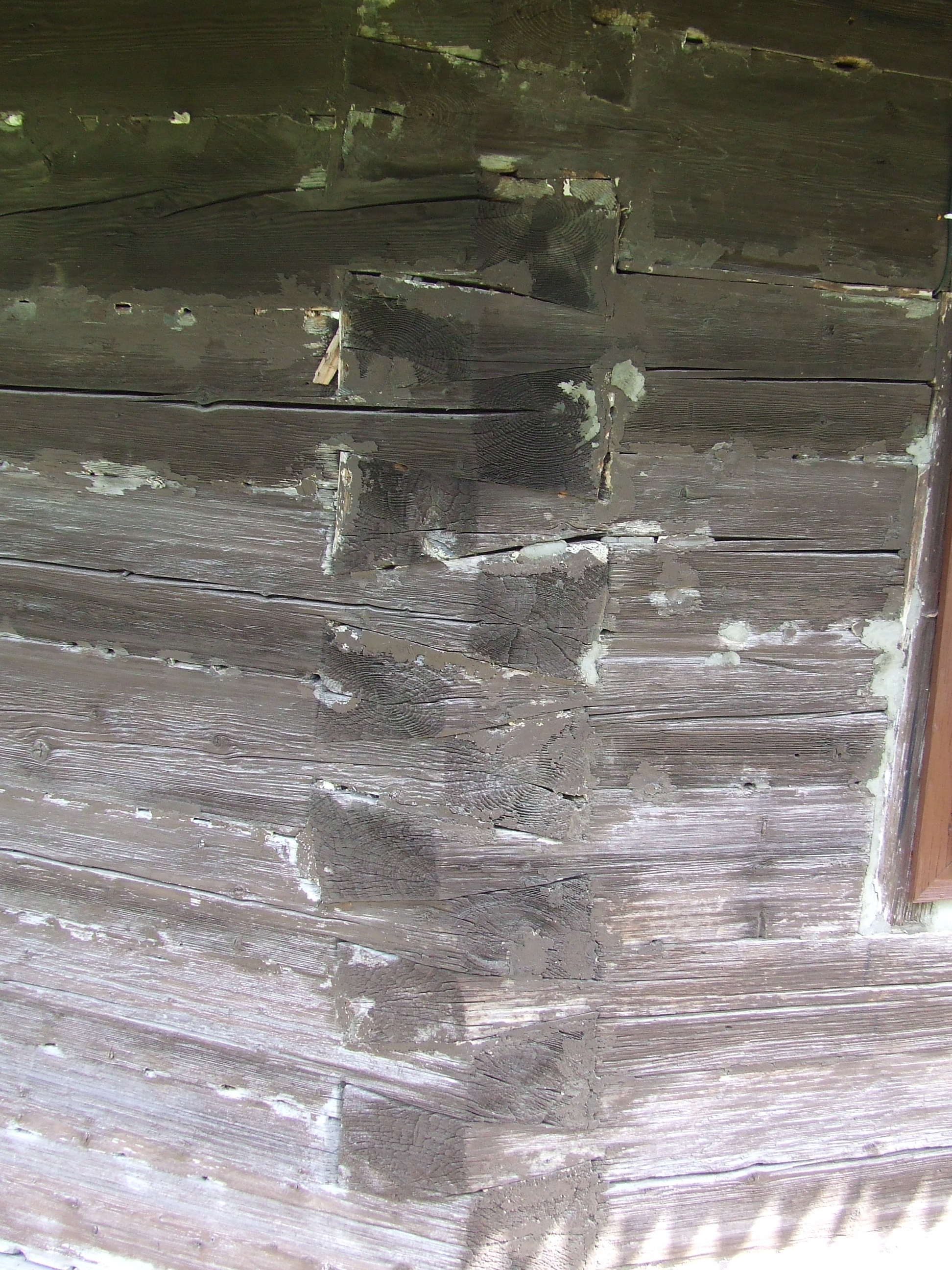
Îmbinarea bârnelor
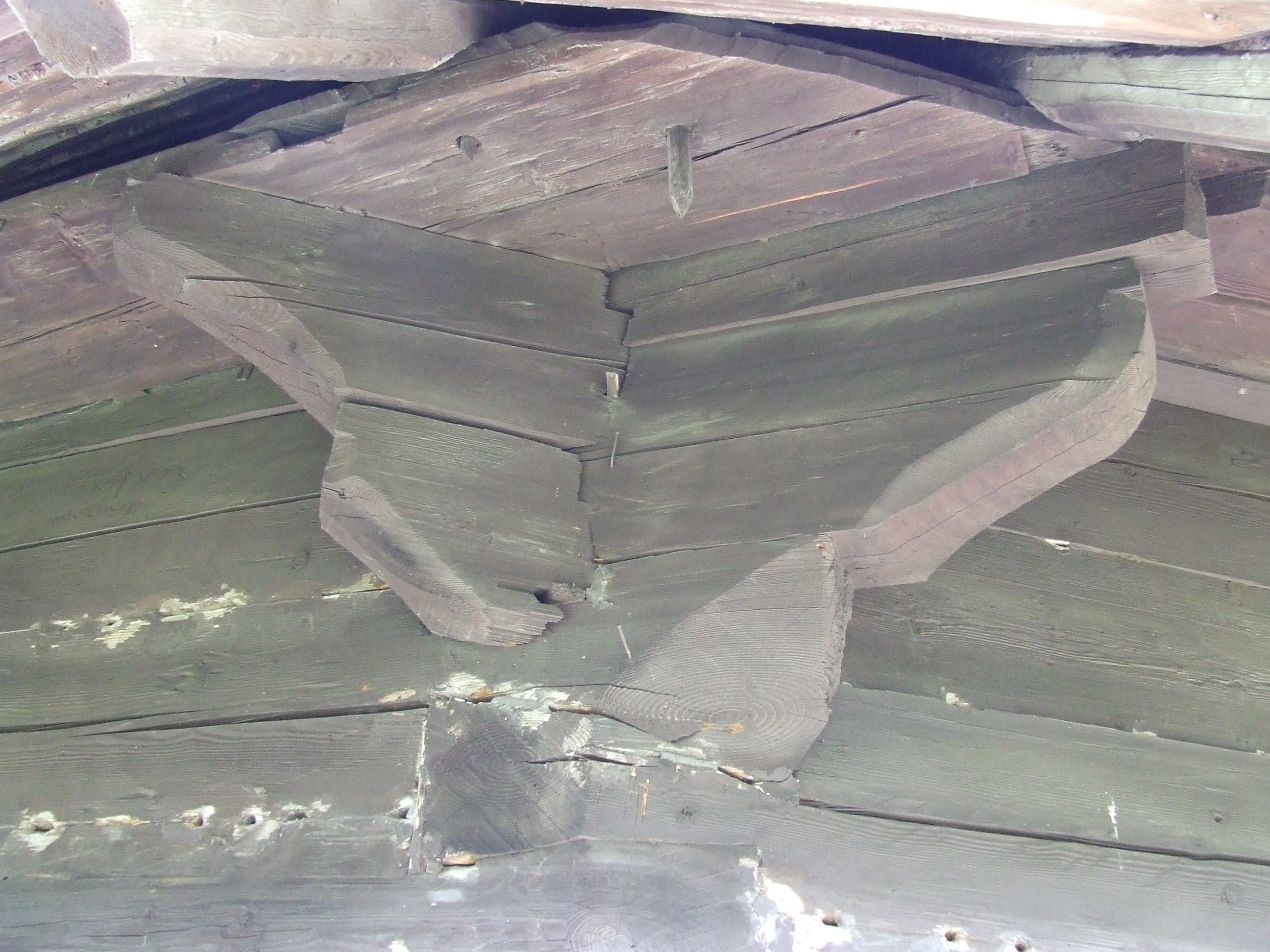
Console
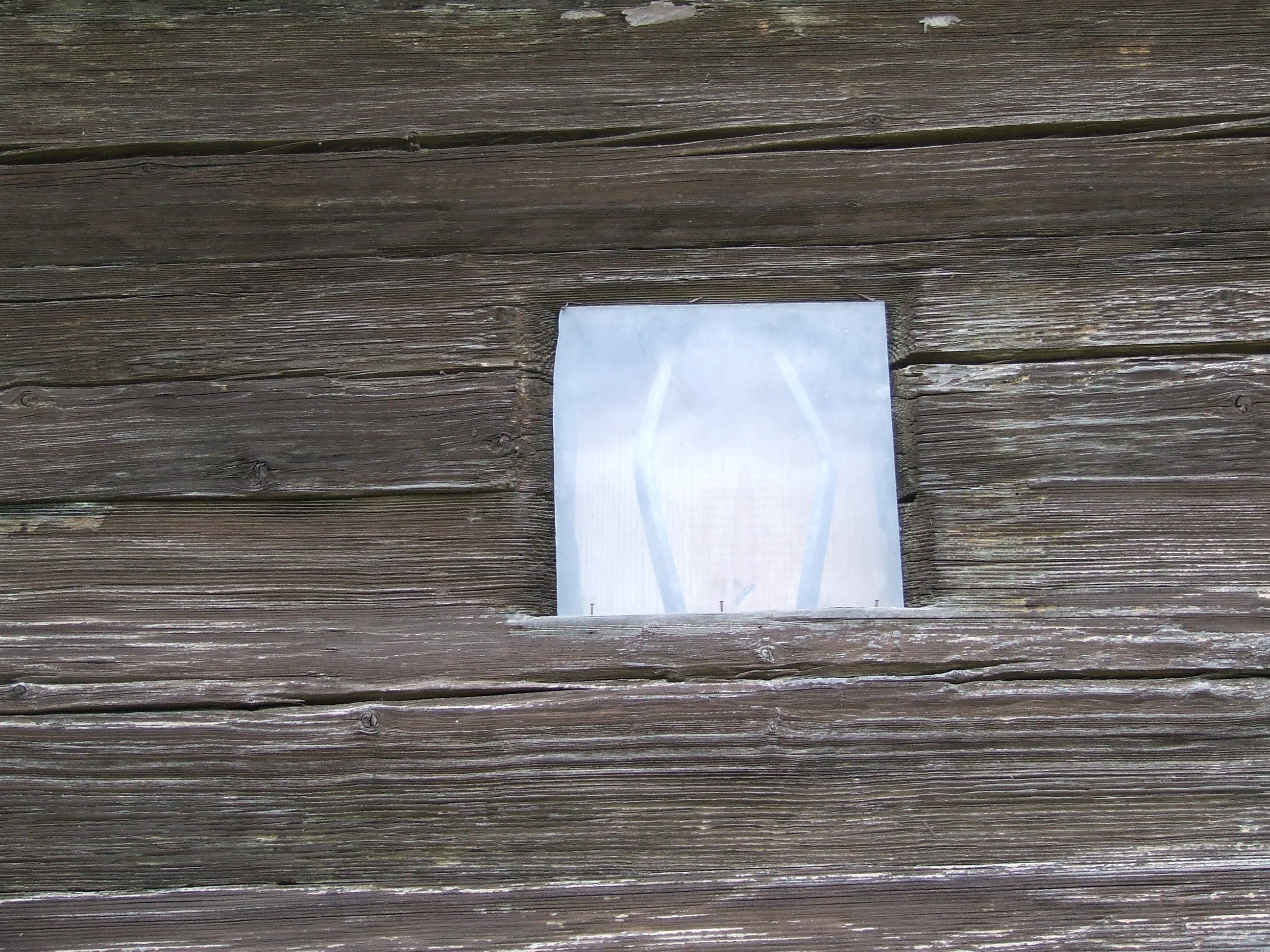
Mică fereastră
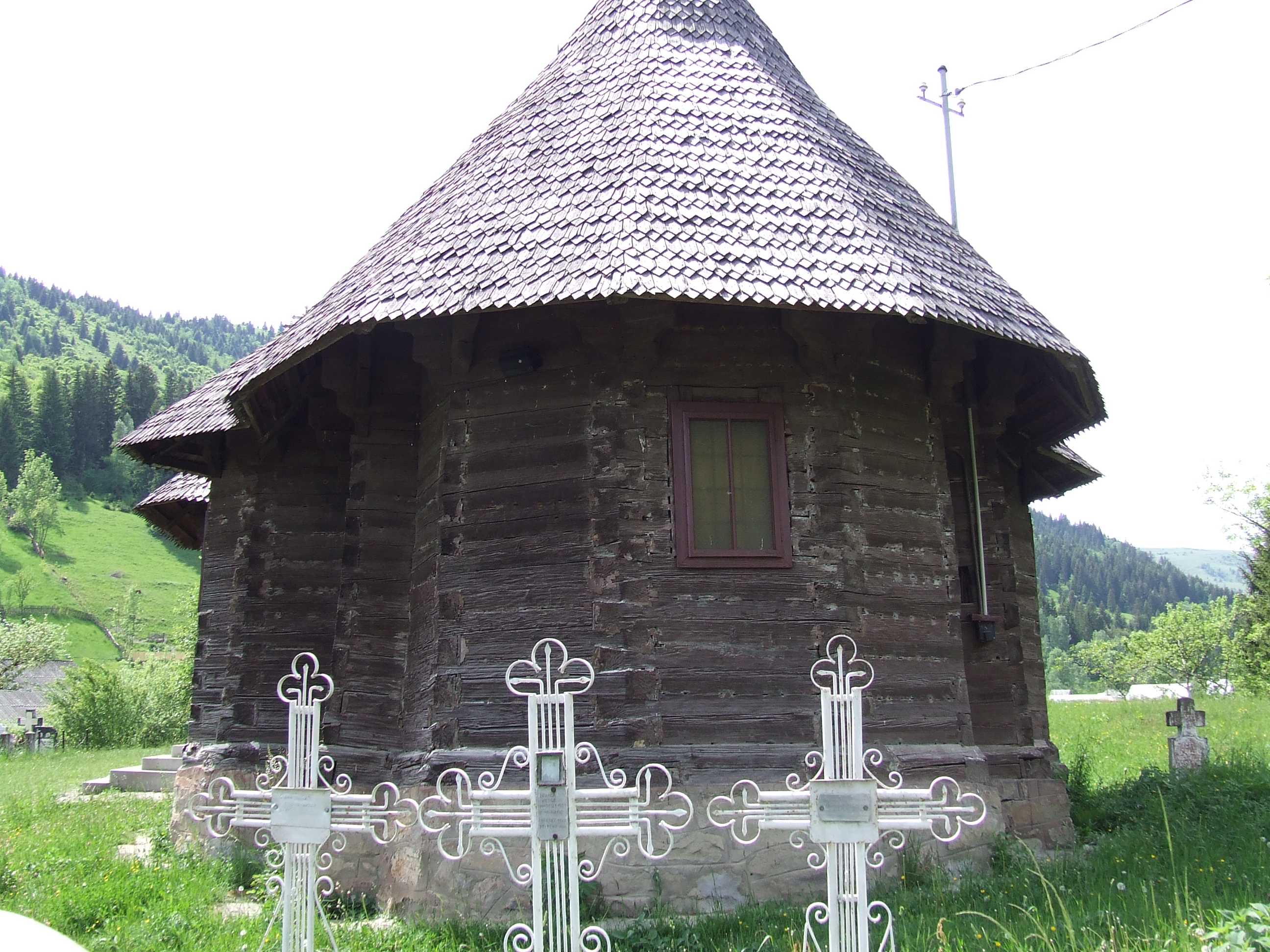
Absida altarului
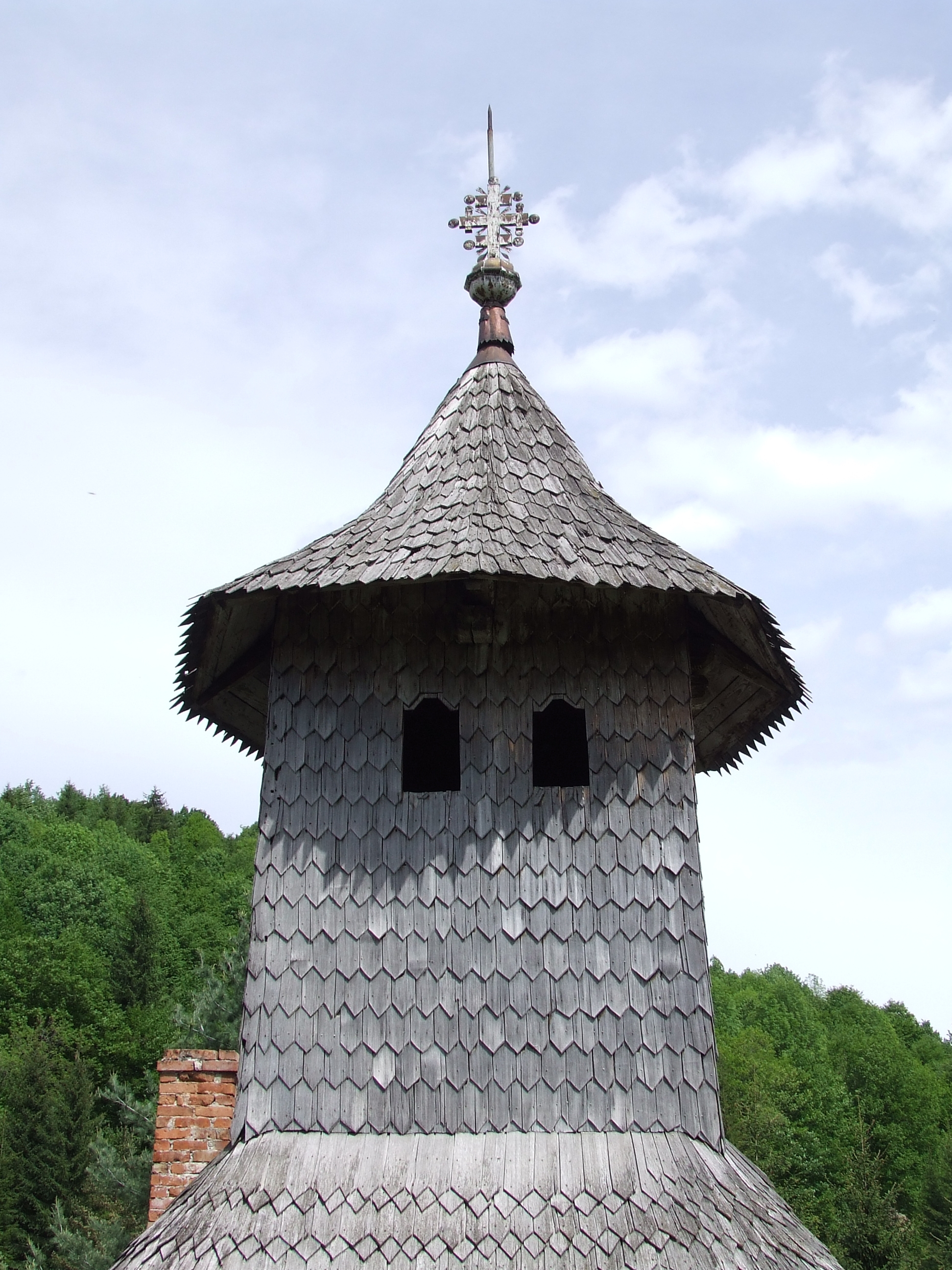
Turnul bisericii